# 1953 في الصين
فيما يلي قوائم الأحداث التي وقعت خلال عام 1953 في الصين.

## ظهور
- 1 يناير – رذاذ زيت التشحيم وتشريد المياه ،

## مواليد

### فبراير
- 23 فبراير – كيني تشونغ

### مارس
- 17 مارس – فريدريك فونغ

### أبريل
- 14 أبريل – إريك تسانغ

### يونيو
- 15 يونيو – شي جين بينغ الأمين العام للحزب الشيوعي الصيني ورئيس جمهورية الصين الشعبية.

### أكتوبر
- 19 أكتوبر – وانغ يي سياسي صيني.

### نوفمبر
- 1 نوفمبر – مينغ هونغواي سياسي صيني.

## وفيات

### أكتوبر
- 30 أكتوبر – وو تشى هوى (مواليد 1865)